# Persi Džekson
Persi (Persej) Džekson je glavni lik u serijalu knjiga Persi Džekson i bogovi Olimpa američkog pisca Rika Riordana. On je polubog (dete boga i smrtnika). Njegov otac je bog mora, Posejdon a majka smrtnica Seli Džekson. Ime je dobio po heroju Perseju, jednom od retkih polubogova koji je imao srećnu sudbinu.
Lik Persija Džeksona se prvi put pojavljuje u knjizi Kradljivac munje gde je prikazan kao problematični dvanestogodišnjak koji ima samo jednog prijatelja Grovera Andervuda.

## Izgled
Persi ima plavozelene oči i crnu kosu. U Kradljivcu munje Persi ima dvanaest godina, nije preterano atletski građen, ali kasnije postaje sve snažniji. U poslednjem delu serijala, Persi Džekson i poslednji bog Olimpa, Persi ima šesnaest godina.

## Ličnost
Persi je obično blage naravi, prijateljski nastrojen, duhovit, hrabar i spreman da rizikuje sopstveni život kako bi spasao prijatelje, neznance, pa čak i neprijatelje. Kao i većina dečaka njegovih godina, Persi je stidljiv sa devojčicama.
Persi ima jednu veliku kobnu manu koju Titan Hronos neprestano koristi kako bi njime manipulisao.

## Film
U filmskoj adaptacija, ulogu Persija Džeksona igra glumac Logan Lerman.

## Sposobnosti/Natprirodne moći
Persi, kao i većina polubogova, boluje od:
- Poremećaja nedostatka pažnje, što je u stvari pokazatelj da su polubogovi uvek spremni za bitku.
- Disleksije, pošto je njegov centar za jezik u mozgu predodređen za starogrčki jezik.

U Kradljivcu munje, kentaur Hiron daje Persiju čarobni mač Anaklusmos (Rasparač)
Deca "Velike trojke" (Zevsa, Posejdona ili Hada) su mnogo moćnija od dece drugih grčkih božanstava. Zato je Persi prirodno nadaren za mnoge stvari: 
- Persi je prirodno talentovan mačevalac, često je u stanju da pobedi mnogo veće, snažnije i iskusnije protivnike.
- Persi poseduje neverovatnu fizičku snagu. U prvoj knjizi je iščupao rog sa glave Minotaura.
- Persi je izuzetno dobar jahač, pošto je upravo njegov otac stvorio konje iz morske pene.
- Persi ima izuzetno jasne snove, što mu omogućava da jasno vidi događaje koji se odigravaju kilometrima daleko. To je delo Apolona, pored ostalog i boga proročanstava.

### Natprirodne moći u vezi s vodom
Budući da je Posejdonov sin, Persi ima brojne sposobnosti koje spadaju u domen njegovog oca Posejdona: more i voda uopšte, konji, morska stvorenja i zemljotresi. Persijeve prirodne sposobnosti su mnogo jače u slanoj nego u slatkoj vodi.
- Kada dođe u dodir sa vodom, Persi postaje mnogo jači i njegove rane brže zaceljuju.
- Persi može da diše pod vodom, upravlja vodenim strujama, odlično podnosi pritisak i ukoliko to želi, može da ostane suv pod vodom.
- Persi može da komunicira sa svim morskim stvorenjima, koja mu se pokoravaju i poštuju ga.
- Persi može sam da upravlja brodovima i ostalim plovilima. Takođe se odlično orijentiše na moru.
- Persi je veoma otporan na vatru i visoku temperaturu.